# Miguel Pinto Luz
Miguel Martinez de Castro Pinto Luz, né le 8 mars 1977 à Lisbonne, est un homme politique portugais est vice-président du Parti social-démocrate depuis le 3 juillet 2022 et ministre des Infrastructures et du Logement depuis 2024, dans le XXIVe gouvernement constitutionnel, dirigé par Luís Montenegro.

## Carrière politique
Il est adjoint au maire de Cascais de 2017 à 2024,.
Pinto Luz est candidat à la direction du Parti social-démocrate en 2020 contre Rui Rio et Luís Montenegro, arrivant troisième avec moins de 10 % des voix et n'accédant pas au second tour. Durant la campagne, il soutient une alliance avec Chega au cas où le PSD aurait besoin d'eux pour former un gouvernement.
Après les élections à la direction du parti de 2022, Pinto Luz devient l'un des vice-présidents de Luís Montenegro. Il est choisi comme candidat principal de Faro aux élections législatives de 2024, une décision qui a été critiquée par toutes les directions municipales du parti.